# Weedon Lois
Weedon Lois – wieś w Anglii, w hrabstwie Northamptonshire, w dystrykcie (unitary authority) West Northamptonshire. Leży 21 km na południowy zachód od miasta Northampton i 97 km na północny zachód od Londynu.